# Siła magnetomotoryczna
Siła magnetomotoryczna – cyrkulacja wektora natężenia pola magnetycznego, czyli całka okrężna natężenia pola magnetycznego wzdłuż dowolnej zamkniętej krzywej:
{\displaystyle F=\oint \limits _{C}{\vec {H}}\cdot {\vec {dl}}=\int \limits _{S}i\mathrm {d} s=I}
i jest równa natężeniu prądu przepływającemu przez dowolną powierzchnię ograniczoną krzywą całkowania.
Dla zwojnicy siła magnetomotoryczna dowolnej krzywej obejmującej zwoje zwojnicy jest równa:
{\displaystyle F=I\cdot z,}
gdzie:
{\displaystyle F} – siła magnetomotoryczna,
{\displaystyle H} – natężenie pola magnetycznego,
{\displaystyle \mathrm {d} l} – element zamkniętego konturu C
{\displaystyle \mathrm {d} s} – element powierzchni {\displaystyle S} rozpiętej na konturze {\displaystyle C,}
{\displaystyle i} – gęstość prądu,
{\displaystyle I} – natężenie prądu płynącego w przewodniku,
{\displaystyle z} – liczba zwojów uzwojenia sprzężonego.
Jednostką w układzie SI jest amper [A], a w układzie MKS – amperozwój [Az].